# Hítardalur
Hítardalur est une localité d'Islande située dans le Vesturland.